# مجموعه شیخ الاسلام
مجموعه شیخ الاسلام مربوط به دوره قاجار است و در واقع شده و این اثر در تاریخ ۸ شهریور ۱۳۵۵ با شمارهٔ ثبت ۱۳۳۵ به‌عنوان یکی از آثار ملی ایران به ثبت رسیده است.